# Thouarella hicksoni
Thouarella hicksoni är en korallart som beskrevs av Thomson 1911. Thouarella hicksoni ingår i släktet Thouarella och familjen Primnoidae. Inga underarter finns listade i Catalogue of Life.